# Habituatie
Habituatie of gewenning is de eenvoudigste vorm van leren. Habituatie is het geleidelijk (passief) wennen aan herhaaldelijke terugkerende prikkels. Het kan al worden aangetoond bij eenvoudige organismen zoals de zeeslak (Aplysia).

## Neurocognitieve benadering

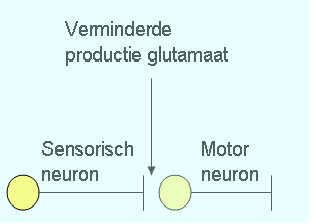
Veranderingen in de synaps tussen een sensorisch en motorisch neuron in Aplysia bij habituatie. Afname van glutamaat in het presypaptisch neuron leidt tot afsluiten van calciumkanalen aldaar. Dit leidt tot verminderde overdracht van het signaal naar het postsynaptisch neuron

Habituatie wordt in de cognitieve psychologie gerekend tot een van de subvormen van het impliciete of niet-declaratieve geheugen. Eenvoudige reflexen van het ruggenmerg zijn ook onderhevig aan habituatie. In de zeeslak zal bijvoorbeeld aanraking van de sifon (het water-uitstuwingsorgaan) leiden tot het terugtrekken van de sifon en kieuw. Bij herhaling van deze prikkel zal de reflex geleidelijk afnemen. Bij pasgeborenen wordt soms gebruikgemaakt van habituatie om na te gaan of ze bepaalde prikkels kunnen onderscheiden. Het begrip habituatie is nauw verbonden met het begrip oriëntatiereactie. Dit is een basale reactie op nieuwe of onverwachte prikkels uit de omgeving, die tot uiting komt in een specifiek patroon van  autonoom-fysiologische reacties, zoals een  fasische (kortdurende) afname van de huidweerstand,  hartslagvertraging en verwijding van de pupil. Bij herhaalde aanbieding van deze prikkels neemt de nieuwheid af, en zien we de amplitude van de genoemde fysiologische reacties ook geleidelijk afnemen. Volgens de Russische onderzoeker Jevgeni Sokolov is habituatie een gevolg van een geleidelijk sterker wordende inhibitie van de informatie die via de zintuigen ons brein bereikt. Mensen met laesies in de frontale hersenen vertonen vaak een verminderde habituatie zoals hierboven omschreven. 